# Sake (Sektor)
Sake ist ein Sektor innerhalb des Distrikts Ngoma in der Ostprovinz von Ruanda.

## Geographie
Sake hat eine Fläche von 57,0 km² und liegt auf einer Höhe von etwa 1460 m. Der Sektor unterteilt sich in die vier Zellen Gafunzo, Kibonde, Nkanga und Rukoma. Er befindet sich auf der Ostseite des Sake-Sees und umfasst den gleichnamigen Ort Sake. Im Norden liegt er an einem Ausläufer des Mugesera-Sees. Nachbarsektoren sind im Norden Zaza, im Nordosten Gashanda, im Osten Kazo, im Südosten Mutenderi, im Süden Jarama und im Nordwesten Rukumberi.

## Bevölkerung
Nach Stand der Volkszählung von 2022 liegt die Einwohnerzahl bei 28.822. Zehn Jahre zuvor waren es 23.703, was einem jährlichen Bevölkerungszuwachs von 2,0 Prozent zwischen 2012 und 2022 entspricht.

## Verkehr
Die Nationalstraße 6 und eine District Road verlaufen durch den Sektor.